# Rhadinesthes
Rhadinesthes is een geslacht van straalvinnige vissen uit de familie van Stomiidae. Het geslacht is voor het eerst wetenschappelijk beschreven in 1929 door Regan & Trewavas.

## Soort
- Rhadinesthes decimus (Zugmayer, 1911)